# Парламентські вибори в Румунії 2008
Парламентські вибори у Румунії відбулися 30 листопада 2008 року. Центральне виборче бюро визнало лідерів: альянс опозиційних Соціал-демократичної (PSD) та Консервативної партій, а також Демократична ліберальна партія (Румунія) (PD-L), яка підтримує президента країни Траяна Бесеску. За підсумками голосування вони отримали, відповідно, 33,09 та 32,36 % голосів.
Правляча зараз у Румунії Націонал-ліберальна партія, яку очолює прем'єр-міністр Келін Попеску-Терічану, набрала лише трохи понад 18 % голосів, Демократичний союз угорців, що відбиває інтереси угорської національної меншини, отримав майже 7 % голосів виборців. Націоналістична партія Ромунія Маре (Велика Румунія), не змогла подолати 5-відсотковий бар'єр і її представників не буде в новому складі парламенту.
За підсумками виборів новим прем'єр-міністром Румунії став перший віцепрезидент Демократично-ліберальної партії (PD-L) Теодор Столожан (Theodor Stolojan). Відповідний мандат для формування уряду країни надав йому 10 грудня президент Румунії Траян Бесеску.
| Прапор Румунії | Це незавершена стаття про Румунію. Ви можете допомогти проєкту, виправивши або дописавши її. |